# 에단 헌트
에단 헌트(영어: Ethan Hunt 이선 헌트[*])는 미션 임파서블(Misson: Impossible) 시리즈에서 IMF소속 주연인 톰 크루즈가 맡은 배역이다.